# توماس لویتارد
توماس لویتارد (آلمانی: Thomas Leuthard؛ زادهٔ ۵ اکتبر ۱۹۷۱) عکاس اهل سوئیس است.
او به گفته خود یک عکاس خیابانی است که به شهرهای بزرگ سفر می‌کند تا زندگی خیابانی را عکاسی کند. از نظر وی در عکاسی خیابانی، دوربین فقط یک اتاق تاریک یا به عبارتی تنها یک وسیله است که لحظه را ثبت می‌کند.
باید به یاد داشت که در عکاسی خیابانی مسائلی مهمتر از اینکه با چه نوع دوربینی عکاسی می‌کنیم، مطرح است.